# Андорра на зимових Олімпійських іграх 2010
Андорра на зимових Олімпійських іграх 2010 була представлена 6 спортсменами (4 чоловіки та 2 жінки) у 3 видах спорту. Не завоювала жодної медалі.

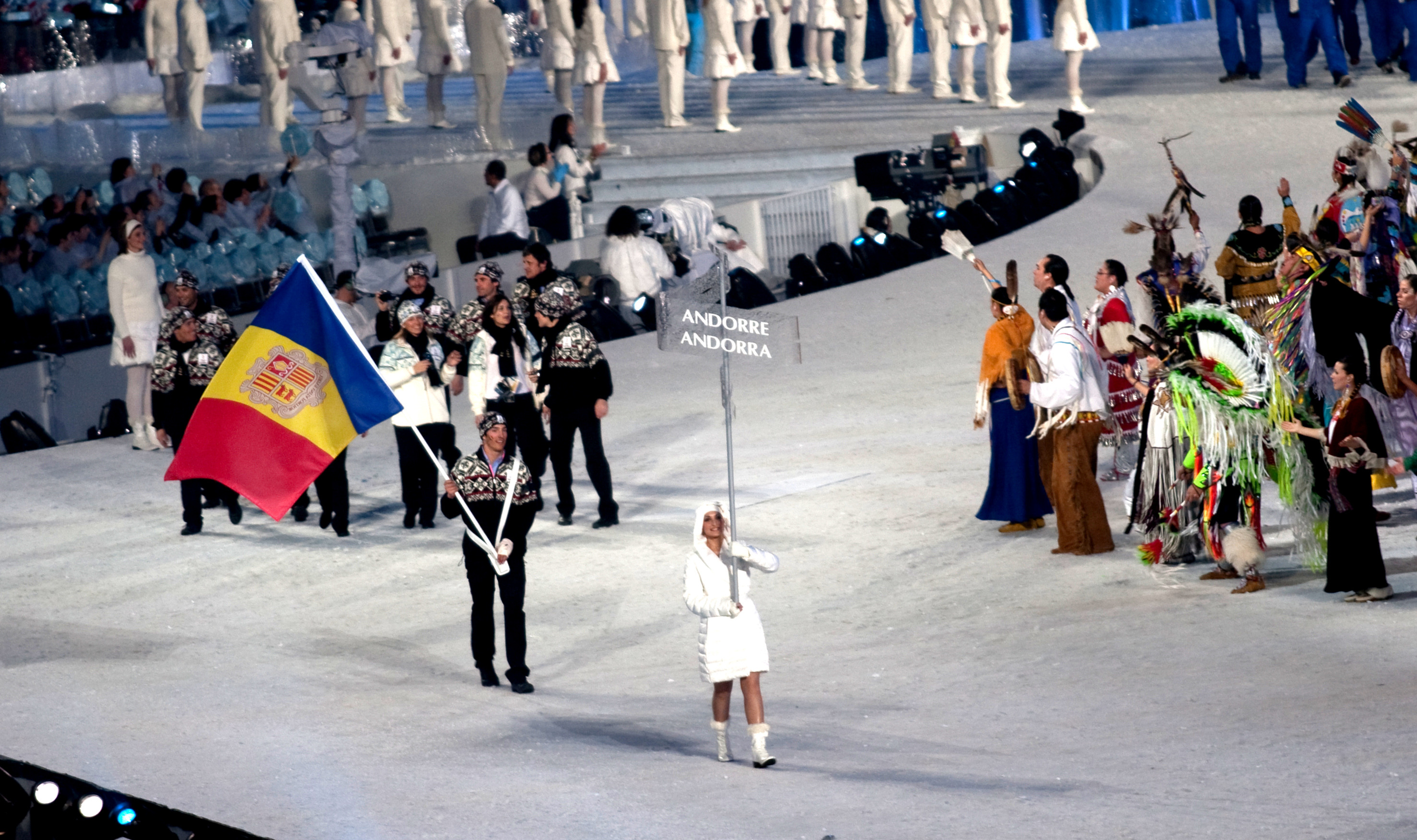
Збірна Андорри під час Параду націй на церемонії відкриття Олімпіади

## Результати змагань

### Лижні види спорту

#### Гірськолижний спорт
Чоловіки
| Змагання           | Спортсмени           | Швидкісний спуск 1 спуск | Слалом 2 спуск | Всього  | Місце |
| ------------------ | -------------------- | ------------------------ | -------------- | ------- | ----- |
| Швидкісний спуск   | Кевін Естеве Ригайль |                          |                | 1:59,61 | 47    |
| Швидкісний спуск   | Рохер Відоса         |                          |                | 1:59,65 | 48    |
| Суперкомбінація    | Рохер Відоса         | 1:57,48                  | 52,85          | 2:50,33 | 25    |
| Суперкомбінація    | Кевін Естеве Ригайль | DNF                      | —              | —       | —     |
| Супергігант        | Рохер Відоса         |                          |                | 1:33,65 | 33    |
| Супергігант        | Кевін Естеве Ригайль |                          |                | 1:35,67 | 39    |
| Гігантський слалом | Рохер Відоса         | 1:21,91                  | DNF            | —       | —     |
| Слалом             | Рохер Відоса         | DNF                      | —              | —       | —     |

Жінки
| Змагання           | Спортсмени      | Швидкісний спуск 1 спуск | Слалом 2 спуск | Всього  | Місце |
| ------------------ | --------------- | ------------------------ | -------------- | ------- | ----- |
| Швидкісний спуск   | Мірея Гутьєррес |                          |                | 1:52,87 | 28    |
| Суперкомбінація    | Мірея Гутьєррес | 1:29,16                  | 46,51          | 2:15,67 | 24    |
| Супергігант        | Мірея Гутьєррес |                          |                | DNF     | —     |
| Гігантський слалом | Мірея Гутьєррес | 1:20,61                  | DNF            | —       | —     |
| Гігантський слалом | Софі Хуарес     | DNF                      | —              | —       | —     |
| Слалом             | Софі Хуарес     | DNF                      | —              | —       | —     |

#### Лижні перегони
Чоловіки
Дистанція
| Змагання             | Спортсмен      | Результат | Місце |
| -------------------- | -------------- | --------- | ----- |
| 15 км вільним стилем | Франсеск Сульє | 38:36,0   | 73    |
| Гонка переслідування | Франсеск Сульє | DNF       | -     |
| Мас-старт            | Франсеск Сульє | 2:25:00,8 | 47    |

Спринт
| Змагання | Спортсмени     | Кваліфікація | Кваліфікація | Чвертьфінал | Чвертьфінал | Півфінал   | Півфінал   | Фінал      | Фінал      |
| Змагання | Спортсмени     | Результат    | Місце        | Результат   | Місце       | Результат  | Місце      | Результат  | Місце      |
| -------- | -------------- | ------------ | ------------ | ----------- | ----------- | ---------- | ---------- | ---------- | ---------- |
| Спринт   | Франсеск Сульє | 3:55,22      | 56           | не пройшов  | не пройшов  | не пройшов | не пройшов | не пройшов | не пройшов |

#### Сноубординг
Бордеркросс
| Змагання | Спортсмени       | Кваліфікація | Кваліфікація | 1/8 фіналу | Чвертьфінал | Півфінал   | Фінал      | Місце |
| Змагання | Спортсмени       | Результат    | Місце        | 1/8 фіналу | Чвертьфінал | Півфінал   | Фінал      | Місце |
| -------- | ---------------- | ------------ | ------------ | ---------- | ----------- | ---------- | ---------- | ----- |
| Чоловіки | Луїс Марін Тарох | 1:47,3       | 34           | не пройшов | не пройшов  | не пройшов | не пройшов | 34    |